# Haliclona citrina
Haliclona citrina är en svampdjursart som först beskrevs av Topsent 1892.  Haliclona citrina ingår i släktet Haliclona och familjen Chalinidae. Inga underarter finns listade i Catalogue of Life.